# Ginkgo (álbum)
Ginkgo é o segundo álbum de estúdio da banda britânica de indie rock Panchiko. Foi lançado em 4 de abril de 2025 pela Nettwerk.

## Gravação
Em uma entrevista para a Mixdown com os membros da banda Andy Wright e Owain Davies, Wright revelou que a banda usou equipamentos como um BAE 1073 e um API 2500+ para um pré-amplificador, uma caixa de processamento analógico McDSP APB e um microfone Neumann U 47 modificado durante a gravação de Ginkgo. A gravação ocorreu no estúdio da banda em Nottingham, com Pieter Rietkerk como engenheiro de bateria e guitarra da banda. A maior parte da gravação da bateria foi feita por Jon Nellen em seu estúdio no Brooklyn.
Wright também discutiu como o processo de gravação de Ginkgo foi muito mais fácil do que o de Failed at Math(s); isso porque a banda tinha mais tempo para escrever e "mais tempo para cometer erros". A luta da banda para manter seus empregos regulares também foi notada como um fator difícil na gravação de seu álbum anterior.

## Anúncio e lançamento
Ginkgo foi anunciado formalmente em 22 de novembro de 2024. O anúncio foi acompanhado pelo lançamento da faixa-título, "Ginkgo", e seu videoclipe, filmado dentro de um galinheiro. Uma turnê pela América do Norte, Europa e Reino Unido em apoio ao álbum foi anunciada em 10 de dezembro de 2024, sendo realizada de 28 de abril de 2025 à 24 de junho.
Em 3 de janeiro de 2025, um segundo single do álbum foi lançado, intitulado "Shandy in the Graveyard". Este segundo single contou com a participação especial do rapper americano Billy Woods. "Honeycomb", o terceiro single do álbum, foi lançado em 14 de fevereiro de 2025. Foi acompanhado por um videoclipe animado de Leah Putnam. Ginkgo foi lançado em LP e serviços digitais em 4 de abril de 2025 pela Nettwerk. Em 23 de maio de 2025, "Lifestyle Trainers" foi lançado como o quinto single.

## Lista de faixas
Todas as faixas foram escritas por Owain Davies e Andrew Wright.
| N.º | Título                                      | Duração |  |
| 1.  | "Florida"                                   | 4:11    |  |
| 2.  | "Ginkgo"                                    | 2:37    |  |
| 3.  | "Shandy in the Graveyard" (com Billy Woods) | 2:57    |  |
| 4.  | "Honeycomb"                                 | 3:14    |  |
| 5.  | "Shelled and Cooked"                        | 2:13    |  |
| 6.  | "Lifestyle Trainers"                        | 3:07    |  |
| 7.  | "Chapel of Salt"                            | 3:08    |  |
| 8.  | "Vinegar"                                   | 2:15    |  |
| 9.  | "Mac's Omelette"                            | 3:58    |  |
| 10. | "Subtitles"                                 | 2:47    |  |
| 11. | "Formula"                                   | 2:43    |  |
| 12. | "Rise and Fall"                             | 3:19    |  |
| 13. | "Innocent"                                  | 2:44    |  |

## Créditos
Créditos adaptados das notas do encarte do álbum.

#### Panchiko
- Owain Davies – performance, produção, mixagem, engenharia
- Andy Wright – performance, produção, mixagem, engenharia
- Shaun Ferreday – performance, produção, mixagem, engenharia
- John Schofield – performance, produção, mixagem, engenharia
- Rob Harris – performance, produção, mixagem, engenharia

#### Colaboradores adicionais
- John Braddock – masterização
- Billy Woods – vocais em "Shandy in the Graveyard"
- Lyla – foto da capa
- Leif – design

## Paradas musicais
| Parada (2025)                        | Posição |
| ------------------------------------ | ------- |
| UK Independent Albums Breakers (OCC) | 17      |